# Calibre 12
Le calibre 12 est la plus courante des munitions employées dans les fusils de chasse et est utilisée dans certains fusils de combat militaires. La cartouche fait 20 mm de diamètre et contient généralement des petits plombs — la grenaille — pour le petit gibier (oiseaux, lièvres, renard) ou des gros plombs — la chevrotine — pour le gros gibier (renard, chevreuil en Guyane) ou une balle pour le gros gibier (sanglier, daim).

## Historique
Le nombre 12 correspond au nombre de sphères, de même diamètre que l'âme du canon, que l'on peut faire avec une livre anglaise de plomb. Cette masse variait selon la région et parfois l'époque, mais était d'environ 453,6 grammes (voir à ce sujet l'article sur le calibre, paragraphe fusils de chasse à âme lisse : exception).
Pour simplifier grossièrement le calcul on peut considérer que la définition du calibre 12 était qu'il contenait 1/12e de livre, soit 453,6 / 12 = 37,8 grammes. En réalité la définition moderne est celle du diamètre, et la contenance de plomb varie selon la longueur de la cartouche.

## Législation
En France, l'utilisation de la chevrotine pour la chasse est autorisée dans certains cas spécifiques, mais elle est soumise à des règles strictes.
La chasse à la chevrotine est autorisée pour la chasse du sanglier, du renard et du chien viverrin dans certaines régions spécifiques, mais elle est interdite pour la chasse du petit gibier (comme le lapin, le lièvre ou la perdrix) ou pour la chasse en battue.
De plus, l'utilisation de la chevrotine pour la chasse est soumise à des règles strictes en matière de taille et de composition des projectiles, ainsi qu'en matière de distance de tir et de type de fusil utilisé.
Il est important de rappeler que la chasse est une activité réglementée en France et qu'elle est soumise à des règles strictes pour garantir la sécurité des personnes et des animaux. Les règles de chasse doivent être respectées en tout temps et il est de la responsabilité des chasseurs de s'assurer qu'ils sont en conformité avec les lois et les règlements en vigueur.

## Caractéristiques
Le diamètre intérieur des canons des armes chambrées en calibre 12 est de 18,5 mm (ou 0,729 pouce dans le système d'Unités de mesure anglo-saxonnes).
Le calibre 12 est disponible dans différentes longueurs, ce qui est possible grâce à son architecture : il s'agit d'une cartouche droite à bourrelet, cela signifie qu'il n'y a aucun rétrécissement qui pourrait définir une longueur nominale et que le calage et l'extraction sont réalisés par le bourrelet à la base de la cartouche. 
La longueur indiquée correspond à la longueur de la douille expansée une fois la cartouche tirée, elle correspond à la longueur optimale de la chambre du fusil de chasse pour l'emploi de cette cartouche. 
Il est toutefois possible d'insérer une cartouche de désignation trop longue dans un fusil doté d'une chambre trop courte, la cartouche s'insérera dans l'espace dédié à l'expansion de la douille. Tirer provoquera alors des surpressions pouvant endommager l'arme.
À l'inverse l'emploi d'une cartouche courte dans une chambre longue ne semble pas poser de problème.
Le calibre 12, étant la munition de chasse la plus répandue, possède les désignations de longueur suivantes :
- 44 mm (1,75 pouce) : cartouche "mini 12" peu courante produite par la société mexicaine Aguila.
- 50 mm (2 pouces) : cartouche "moins-létale" à projectiles caoutchouc de défense. Généralement tirée dans un pistolet de petite taille, la longueur très limitée empêche de substituer une cartouche de chasse létale.
- 60 mm  (2 ³⁄₈ pouces) : cartouche peu courante conçue pour être employée dans le MAG-7 (fusil dont le chargeur est dans la poignée).
- 65 mm : cartouche courante produite depuis 1920, 32 g de plombs en moyenne.
- 67,5 mm : cartouche courante produite depuis 1950, 32 à 36 g de plombs.
- 70 mm (2,75 pouces): cartouche courante produite depuis 1950. Cartouche standard, la plus commune, chargé de 36 g de plomb en moyenne.
- 70 mm (2,75 pouces) : cartouche semi-magnum, 40 g de plombs
- 76 mm (3 pouces) : cartouche dite « 12 Magnum », 50 g de plombs en moyenne.
- 89 mm (3,5 pouces) : cartouche nouvellement venue en France dite « 12 Ultra-Magnum » ou « 12 Super-Magnum », 44 g jusqu'à 63 g de plombs.

En Amérique, les longueurs standards des cartouches sont de 2 3/4, 3 ou 3 1/2 pouces, soit 70, 76 ou 89 mm. Les charges disponibles vont de 1 1/8 once à 2 1/4 onces.
Les fusils de chasses juxtaposés ou superposés chambrant du 12 ou du 12 Magnum sont dotés de canons de 65 à 76 cm pour une masse à vide variant de 2,8 à 3,5 kg.
La cartouche de calibre 12 peut être chargée à blanc, d'une fusée d'alarme, de grenaille (plomb ou acier), de chevrotine (plomb ou caoutchouc), de chevrotine liée (plomb) ou d'une balle (plomb ou caoutchouc) éventuellement placée dans un sabot (balles flèche par exemple). Le chiffre désignant la dimension des plombs est inversement proportionnel à leur grosseur (les plombs no 8 sont plus petits que les no 4, par exemple).
Il existe également des munitions de type gomme-cogne à létalité réduite utilisées pour la défense ainsi que par la police afin de neutraliser des suspects.
Dans certains cas, la munition est chargée avec de la poudre de magnésium, ce qui a pour effet de la rendre incendiaire (le magnésium brûle à cause des frottements de l'air).
Parmi les chargements les plus exotiques, il existe des cartouches projetant un nuage de gaz lacrymogène ou même des grenades à fragmentation de faible puissance.

## Quelques armes en calibre 12

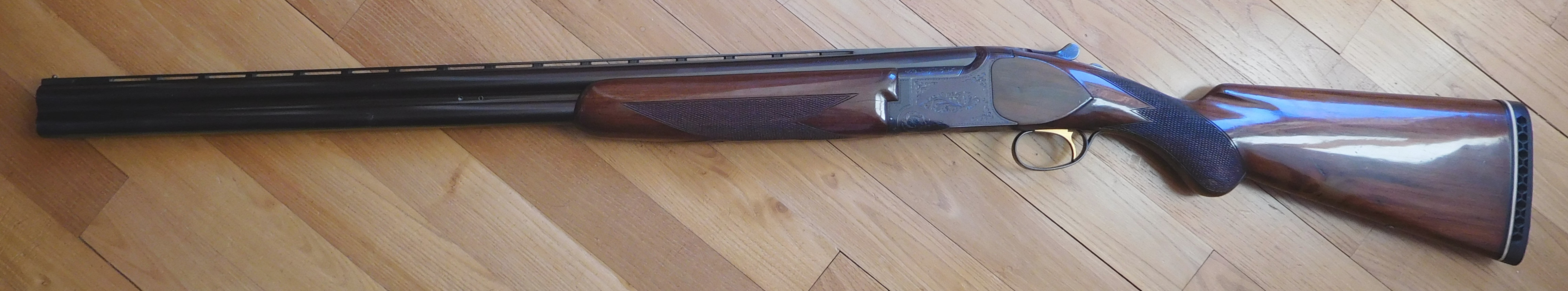
fusil calibre 12 superposé
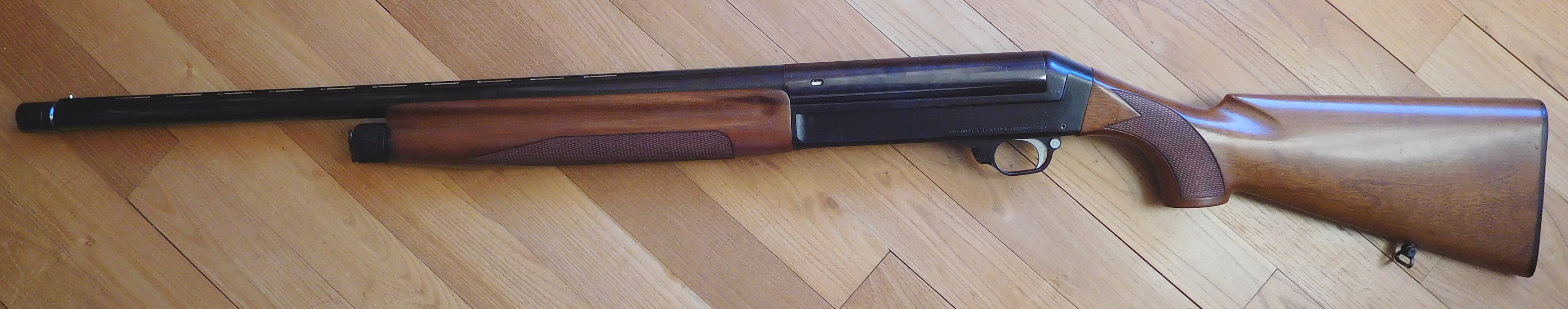
fusil calibre 12 semi-auto
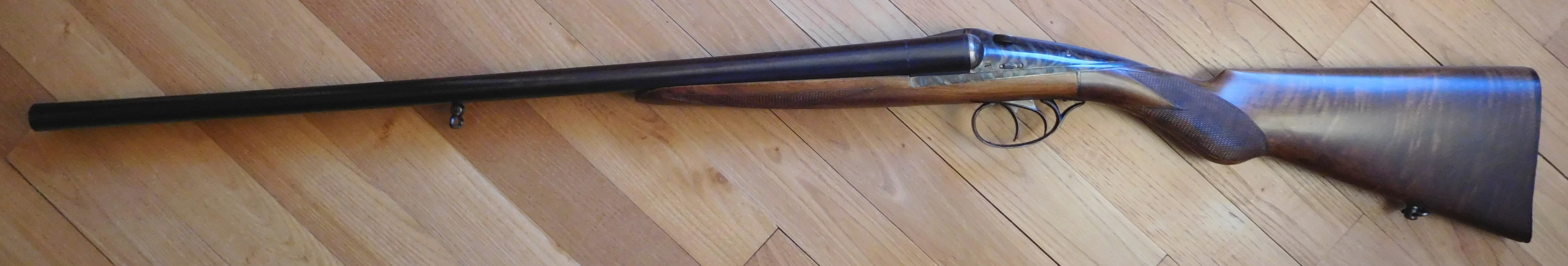
fusil calibre 12 juxtaposé

## Performances balistique des munitions de calibre 12
La performance ou l'énergie d'une munition, c'est-à-dire son impact sur la cible s'exprime en joules selon la formule E = 1/2 M.V2 où M est la masse et V la vitesse de la balle. Le recul ressenti dans l'arme, se mesure lui par la quantité de mouvement exprimée en kg m/s selon la formule Q = M.V
| Type cartouche     | Longueur chambre compatible en mm* | Poids des plombs en g | Vitesse standard en m/s | Energie standard en joules | Recul en kg m/s |
| ------------------ | ---------------------------------- | --------------------- | ----------------------- | -------------------------- | --------------- |
| 12/65              | 65 - 89                            | 24-30                 | 360                     | 1 950                      | 10,80           |
| 12/67,5            | 67,5 - 89                          | 32-36                 | 380                     | 2 300                      | 12,16           |
| 12/70              | 70 - 89                            | 36                    | 390-410                 | 3 000                      | 14,60           |
| 12/70 Mini Magnum  | 70 - 89                            | 40                    | 400-425                 | 3 500                      | 16,60           |
| 12/76 Magnum       | 76 - 89                            | 40 - 44               | 425-500                 | 4 000                      | 18,70           |
| 12/89 Super Magnum | 89                                 | 40 - 56               | 425-500                 | 4 500                      | 21,2            |

NB* : Il faut noter que les cartouches non tirées ne mesurent pas la longueur de la chambre pour laquelle elles sont prévues. Ainsi une cartouche 12/70 mesurera moins de 70 mm avant le tir. Après le tir, le sertissage se déploie et la cartouche dépliée mesure 70 mm (la longueur avant tir de la cartouche dépend ainsi du mode de sertissage, rond ou en étoile, ce dernier allongeant plus la cartouche lors du tir). C'est ainsi qu'une cartouche 12/76 prévue pour une arme chambrée en 76 mm pourra être introduite dans un fusil chambré en 70 mm, car la cartouche mesurera sans doute moins de 70 mm avant le tir. Par contre au moment du tir, elle se dépliera et dépassera la longueur de la chambre, provoquant un rétrécissement et un risque de surpression, cause possible d'une explosion du canon. À l'inverse, une cartouche de 12/70 pourra parfaitement être utilisée en toute sécurité dans une arme avec une chambre égale ou supérieure 70, 76 ou 89mm. 

### charge des munitions de calibre 12/70
|                                          | Chevrotines | Chevrotines | Chevrotines | Chevrotines | Chevrotines | Grenaille - plombs n° | Grenaille - plombs n° | Grenaille - plombs n° | Grenaille - plombs n° | Grenaille - plombs n° | Grenaille - plombs n° | Grenaille - plombs n° | Grenaille - plombs n° | Grenaille - plombs n° | Grenaille - plombs n° | Grenaille - plombs n° | Grenaille - plombs n° | Grenaille - plombs n° | Grenaille - plombs n° | Grenaille - plombs n° | Grenaille - plombs n° |
|                                          | 9/0         | 8/0         | 7/0         | 6/0         | 5/0         | 0000                  | 000                   | 00                    | 0                     | 1                     | 2                     | 3                     | 4                     | 5                     | 6                     | 7                     | 8                     | 9                     | 10                    | 11                    | 12                    |
| ---------------------------------------- | ----------- | ----------- | ----------- | ----------- | ----------- | --------------------- | --------------------- | --------------------- | --------------------- | --------------------- | --------------------- | --------------------- | --------------------- | --------------------- | --------------------- | --------------------- | --------------------- | --------------------- | --------------------- | --------------------- | --------------------- |
| disposition des billes                   | 3x3         | 3x4         | 4x4         | 3x7         | 4x7         | en vrac               | en vrac               | en vrac               | en vrac               | en vrac               | en vrac               | en vrac               | en vrac               | en vrac               | en vrac               | en vrac               | en vrac               | en vrac               | en vrac               | en vrac               | en vrac               |
| diamètre en mm                           | 8,65        | 7,65        | 6,80        | 6,20        | 6,20        | 5                     | 4,75                  | 4,50                  | 4,25                  | 4                     | 3,75                  | 3,5                   | 3,25                  | 3                     | 2,75                  | 2,5                   | 2,25                  | 2                     | 1,75                  | 1,5                   | 1,25                  |
| poids de chaque plomb en g               | 3,70        | 2,70        | 1,90        | 1,40        | 1,40        | 0,73                  | 0,63                  | 0,52                  | 0,45                  | 0,38                  | 0,31                  | 0,20                  | 0,16                  | 0,12                  | 0,09                  | 0,07                  | 0,05                  | 0,03                  | 0,02                  | 0,01                  | 0,01                  |
| Nombre de plombs dans une charge de 36 g | 9           | 12          | 16          | 21          | 28          | 44                    | 51                    | 58                    | 67                    | 101                   | 123                   | 151                   | 189                   | 241                   | 312                   | 418                   | 579                   | 828                   | 1 229                 | 1 438                 | 1 677                 |